# Henri-Louis Grimaud
Pour les articles homonymes, voir Grimaud.
Henri-Louis Grimaud, né le 22 mars 1901 à Grenoble (Isère) et mort le 30 avril 1981 à La Tronche (Isère), est un homme politique français. Membre du MRP, il est député de l'Isère de 1945 à 1955.

## Biographie
Henri-Louis Grimaud est un avocat et père de 7 enfants.
Président de la fédération MRP, il se présente aux élections cantonales dans le canton de Grenoble-Nord et est élu le 30 septembre 1945. Il devient un des vice-présidents du Conseil général de l'Isère et le restera jusqu'en 1958.
Il devient député de l'Isère en 1945 à la 1re Assemblée nationale constituante puis est réélu en 1946 pour la 2e Assemblée nationale constituante. Il se représente et est réélu aux législatives de 1946 et de 1951, dont il est tête de liste MRP et ce jusqu'en 1956, date à laquelle il n'est pas reconduit dans ses fonctions.
Il délaisse la politique et retrouve son métier d'avocat et devient bâtonnier du barreau de Grenoble.
Il est de 1957 à 1972 le président de l'Union nationale de la propriété immobilière (UNPI).

## Détail des fonctions et des mandats
Mandat local
- 30 septembre 1945 - 1958 : Conseiller général du Canton de Grenoble-Nord et vice-président

Mandats parlementaires
- 21 octobre 1945 - 10 juin 1946 : Député de l'Isère
- 2 juin 1946 - 27 novembre 1946 : Député de l'Isère
- 10 novembre 1946 - 4 juillet 1951 : Député de l'Isère
- 17 juin 1951 - 1er décembre 1955 : Député de l'Isère